# BH Bank
Die BH Bank S.A. (arabisch: BH بنك) ist eine tunesische Bank mit Sitz in Tunis. Sie ist in der Finanzierung von Immobilien tätig, aber auch im Privatkundengeschäft. In Tunesien ist sie führend bei Wohnungsbaukrediten. Ende 2021 verwaltete sie 7,6 Milliarden TND an Einlagen. 

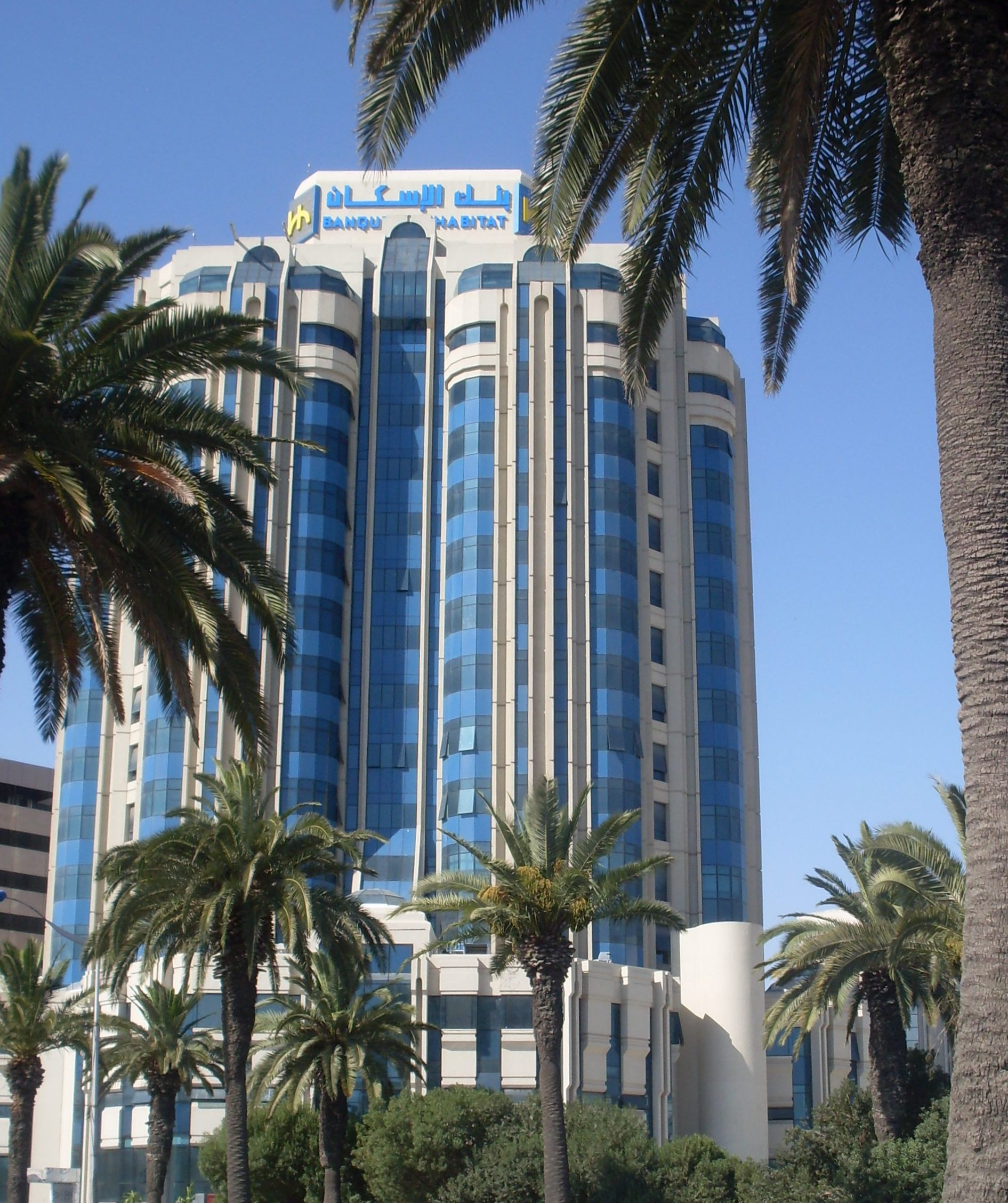
Hauptquartier der BH Bank in Tunis

Die Produkte und Dienstleistungen werden über ein Netz von 151 Filialen in Tunesien vertrieben. Die Zentrale mit Sitz in Tunis ist mit 75 m Höhe und 16 Stockwerken eines der höchsten Gebäude in Tunesien. Die Bank verfügt über 11 Tochtergesellschaften, z. B. BH Invest, BH Assurances, BH Immo, BH Sicaf, Tunesien Foreign Bank. Der tunesische Staat ist zusammen mit anderen staatlichen Unternehmen der Mehrheitsaktionär.
Die Aktien sind an der Bourse de Tunis notiert und Teil des Tunindex.

## Geschichte
1974 wurde die Caisse Nationale d’Epargne Logement gegründet, wobei der Schwerpunkt auf Immobilienkrediten lag. 1989 wurde sie in Banque de l'habitat (arabisch بنك الإسكان) umgewandelt, wodurch sich ihr Status änderte und sie zu einer Universalbank wurde. Die Bank wird seit  1992 an der Börse von Tunis notiert. Im Jahr 2008 erhielt sie die Auszeichnung als beste afrikanische Bank bei Immobilienkrediten. In den Folgejahren erweiterte sie ihren Geschäftsbereich in die Demokratische Republik Kongo und Burkina Faso. Im Jahr 2016 erwarb die BH Bank 51,6 % der Anteile an der Banque de l'Habitat de Côte d'Ivoire und trat damit in den Markt der Elfenbeinküste ein. Im Jahr 2019 änderte die Banque de l'habitat ihren Namen in BH Bank und ihr Logo.